# Diplazium corderoi
Diplazium corderoi är en majbräkenväxtart som först beskrevs av Luis Sodiro och fick sitt nu gällande namn av Friedrich Ludwig Diels.
Diplazium corderoi ingår i släktet Diplazium och familjen Athyriaceae. Inga underarter finns listade i Catalogue of Life.